# مگان آرچر
مگان آرچر (انگلیسی: Meghan Archer؛ زادهٔ ۹ اکتبر ۱۹۸۷) بازیکن فوتبال اهل استرالیا است.
از باشگاه‌هایی که در آن بازی کرده‌است می‌توان به باشگاه فوتبال ملبورن ویکتوری اشاره کرد.